# Heinrich Waldschmidt
Heinrich Waldschmidt (* 19. April 1843 in Berlin; † 18. Juli 1927 in Stuttgart) war ein deutscher Genre-, Porträt- und Historienmaler der Düsseldorfer Schule.

## Leben
Waldschmidt beschritt eine Karriere als Offizier im 1. Westfälischen Feldartillerie-Regiment Nr. 7 und studierte Malerei an der Kunstakademie Düsseldorf. Dort war er 1871 Schüler der Antikenklasse von Karl Müller. Als Maler bereiste er 1872 Pernambuco in Brasilien. Danach wirkte er in Weimar, wo 1873 sein Sohn, der spätere Maler und Bildhauer Arnold Waldschmidt, geboren wurde, später in Berlin. Mit seiner Familie emigrierte er nach Brasilien und versuchte sich in Bahia als Farmer, kehrte aber nach Deutschland zurück. 1894 lebte er wieder in Düsseldorf.